# Marcus Curtius

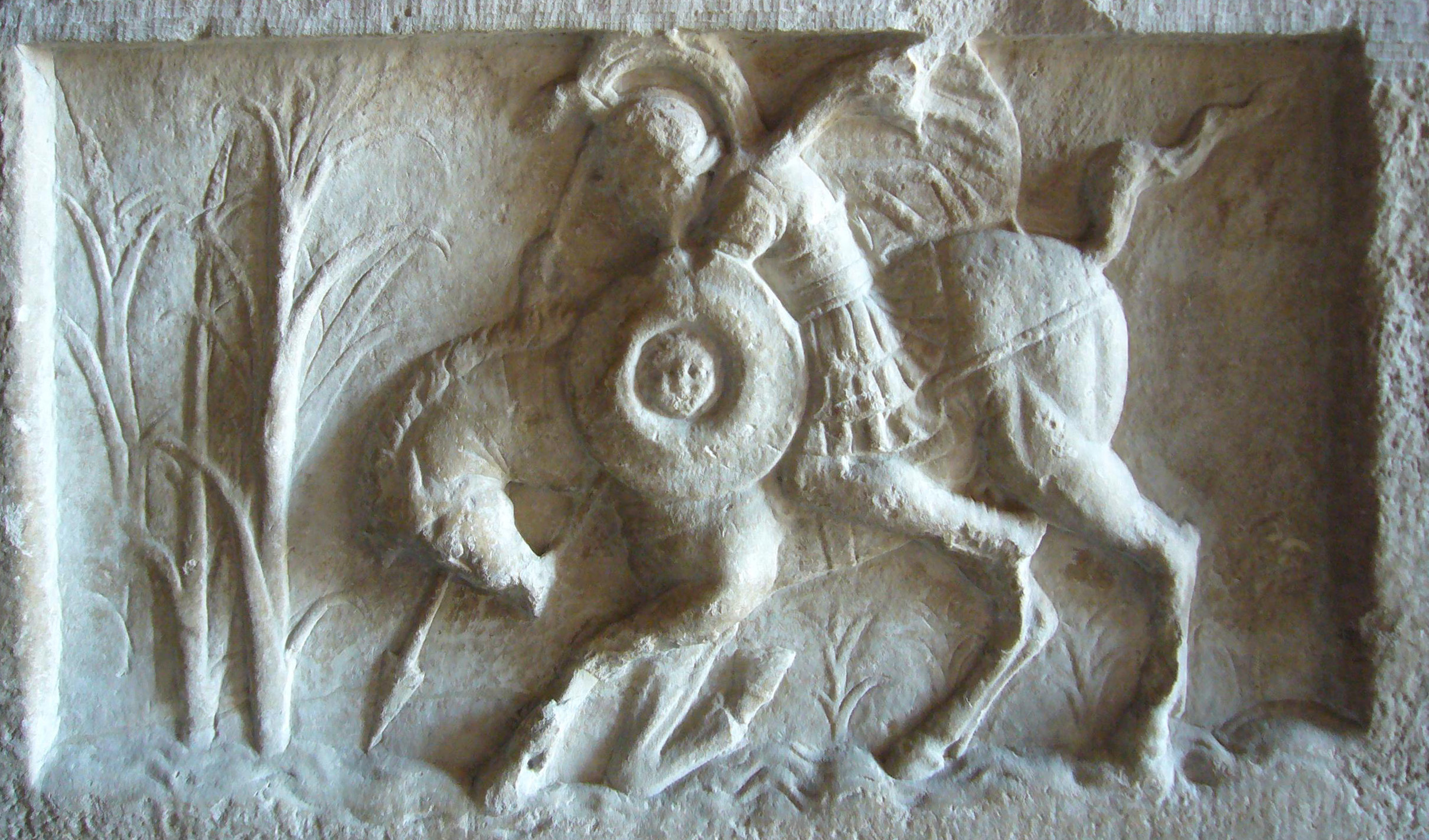
Marcus Curtius (römisches Relief, Tabularium)

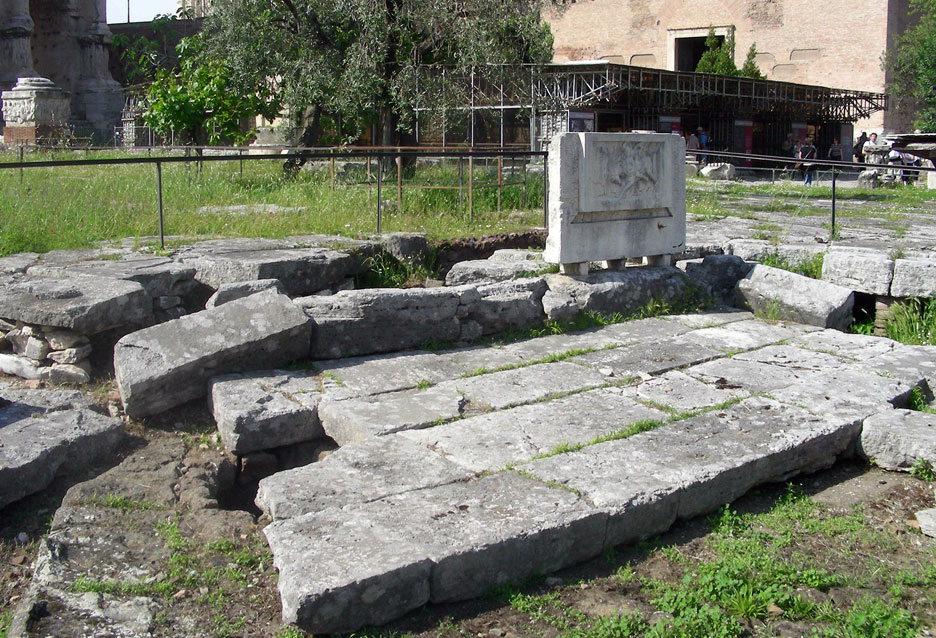
Lacus Curtius

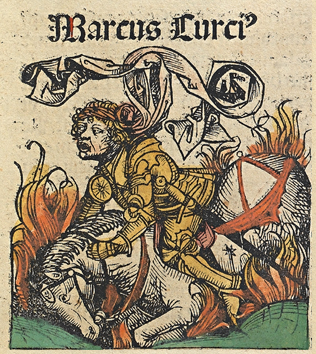
Marcus Curtius in der Schedelschen Weltchronik (1493)

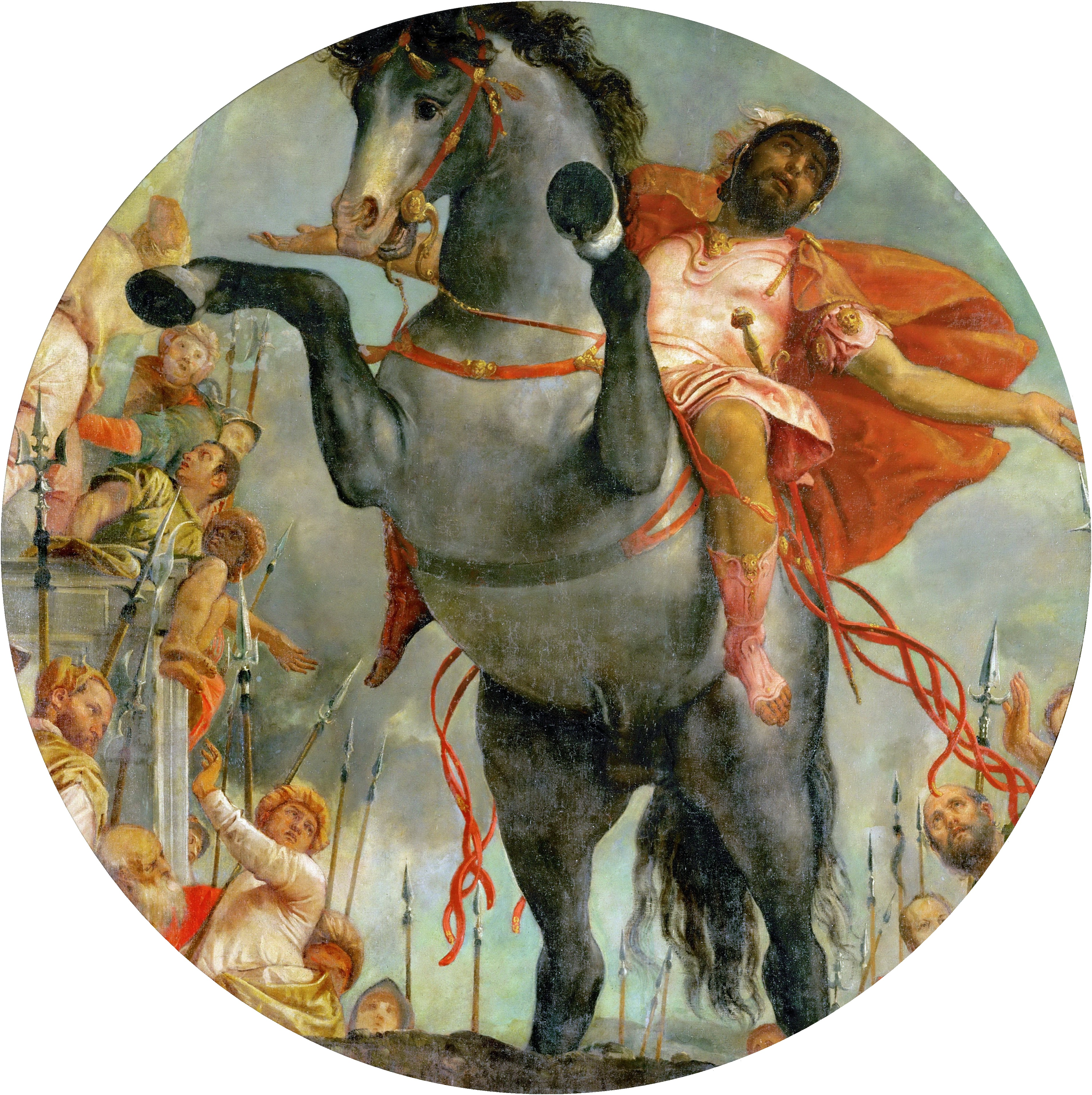
Paolo Veronese: Opfertod des Marcus Curtius, um 1550/52, Kunsthistorisches Museum, Wien

Marcus Curtius war in der Volkssage ein Soldat, der im Jahre 362 v. Chr. den Opfertod starb. Hintergrund der Sage, die bei Varro kurz erwähnt und bei Livius ausführlicher erzählt wird, ist offenbar die aitiologische Herleitung des Namens des Lacus Curtius, der nach ebendiesem Marcus Curtius benannt sei.

## Handlung
Nach Livius soll im Jahr 362 v. Chr. durch ein starkes Erdbeben oder durch eine andere Kraft ein breiter und tiefer Spalt inmitten des Forums aufgebrochen sein. Der Spalt war bei aller Mühe nicht aufzufüllen. Schließlich verkündeten Auguren, man müsse an jener Stelle das, wovon die Macht Roms am meisten abhänge, opfern. Marcus Curtius, ein Soldat aus noblem Hause, meinte nun, darunter seien Tapferkeit und Mut eines römischen Soldaten zu verstehen, und weihte sich selbst in einer Devotio als Opfer. Er stürzte sich mit Pferd und Waffen in die Tiefe. Die Menge der Männer und Frauen warf Gaben und Früchte über ihn. Kaum war dies geschehen, schloss sich der Erdspalt. Doch dann öffnete dieser sich wieder.
Der Ort dieses Geschehens wurde später Lacus Curtius genannt.
Livius gibt durchaus zu verstehen, dass er den Wahrheitsgehalt der Legende nicht abschätzen kann, gibt sie aber, entsprechend dem Trend der Bücher zur Frühzeit Roms innerhalb seines Geschichtswerks Ab urbe condita, als Beispiel altrömischer Tapferkeit wieder.
Auf dem Lugeck in Wien gab es in der frühen Neuzeit ein kreisrundes Loch mitten auf dem Platz, das scherzhalber Marcus-Curtius-Loch genannt wurde.